# Symphonie no 2 de Scriabine
Pour les articles homonymes, voir Symphonie no 2.

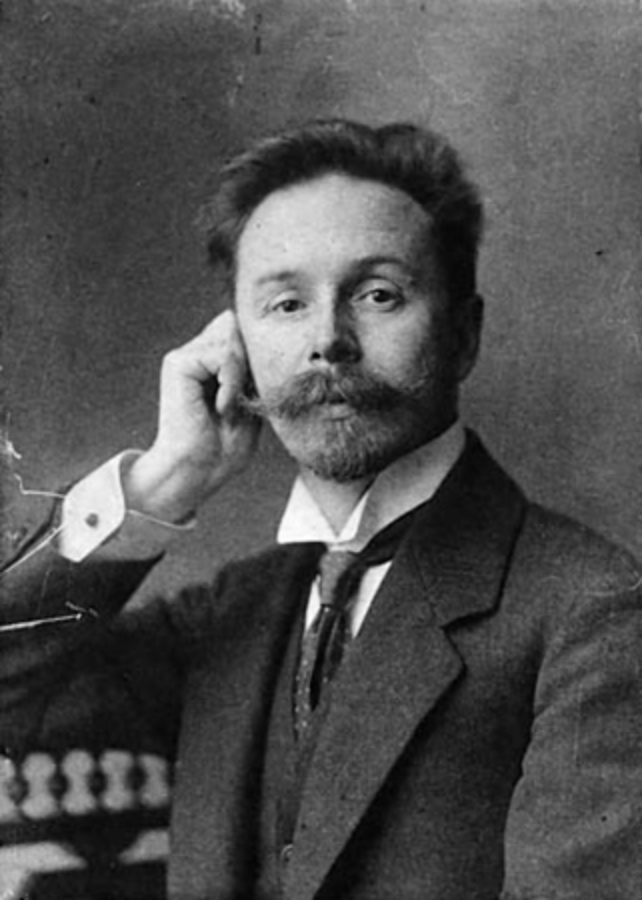
Alexandre Scriabine.

La Symphonie en do mineur op. 29 est la seconde des trois symphonies écrites par Alexandre Scriabine.
Elle est achevée en 1901, soit un an après sa première symphonie. La première a été donnée à Saint-Pétersbourg le 12 janvier 1902 sous la direction de Anatoli Liadov. L'accueil fut un échec.
Elle se compose de cinq mouvements et son exécution demande un peu plus de quarante minutes.
1. Andante
2. Allegro
3. Andante
4. Tempestuoso
5. Maestoso